# Par Par Lay
Par Par Lay est un humoriste birman (né en 1947 - mort le 2 août 2013 à 67 ans), plusieurs fois emprisonné pour s'être opposé à la junte au pouvoir en Birmanie,. Il est l'un des fondateurs de la troupe des Moustache Brothers, avec notamment son frère Lu Maw et son cousin Lu Zaw.